# Госслер, Мартин Петрович
Мыртын (Мартин) Петрович Госслер (1669 — 30 июня 1735) — вице-адмирал Российского императорского флота.

## Биография
В 1698 году был принят на российскую службу в штурманы.
В 1705 году получил в командование шняву «Мункер», которой в кампании этого и следующего 1706 годов выходил из Санкт-Петербурга на Кронштадтский рейд и к Котлину с целью обороны острова и форта Кроншлот от неприятеля, а также обучения экипажа. В 1707 году Госслеру было назначено жалование в 20 рублей в месяц. В 1710 году был произведён в коммендеры.
В 1711 году командовал отрядом судов, доставившем из Выборга к Кроншлоту артиллерийские орудия и захваченную у неприятеля медь. После чего был направлен на Ладожское озеро для поиска гавани, пригодной для зимовки вышедшего из Свири корабля.
В 1727 году произведен в чин шаутбенахта. В 1727-1731 годах занимал должность директора С.-Петербургской адмиралтейской конторы. 29 января 1734 года произведен в чин вице-адмирала с назначением во 2-ю флотскую дивизию.
30 июня (11 июля) 1735 Мартын Петрович Госслер скончался.